# Floscopa mannii
Floscopa mannii là một loài thực vật thuộc họ Commelinaceae. Loài này có ở Cameroon và Nigeria. Môi trường sống tự nhiên của chúng là đầm lầy nhiệt đới hoặc cận nhiệt đới. Chúng hiện đang bị đe dọa vì mất môi trường sống.